# 早起き
早起き（はやおき）とは、朝早く起きること、もしくは朝早く起きる人のこと。古くから「早起きは三文の徳」（または三文の得）といわれるように、より良い生活習慣と認識されている。

## 早起きのコツ
- 早く寝る。
- 前夜遅くに食べない、前夜の飲酒を控える。
- 生活リズムを整える。

など

## 早起きが必要な職業
- 朝の新聞配達人。
- 自衛隊員。自衛隊員に限らず、軍人全般は早起き。
- 僧侶。仏教、道教、修験道にかかわらず、僧侶（修行僧）は、朝早くに起きる事が、戒律（あるいは修行の一環）で義務化されている場合がある。
- 救急救命室の医者。早起きと言うより、早起きが必要な職業の一つである。
- 漁業者・農家・牧営者。漁業者の場合、船の管理、農家、牧営者の場合、早起きの必要性が生じる。
- 執事・使用人の類。主人より早く起きるのが日課である。
- 騎手・厩務員・調教師 競走馬の調教は早朝に行なわれる。
- 駅員・列車運転手・車掌。始発列車に備える。
- 放送局のアナウンサー・報道部員。早朝のニュースワイド番組に備える。

## その他
- 寝ぐせを直す時間や化粧をする時間などを確保できると言ったメリットが早起きにはある。